# Dummana
Dummana (nep. डुम्मना) – gaun wikas samiti we wschodniej części Nepalu w strefie Kośi w dystrykcie Bhojpur. Według nepalskiego spisu powszechnego z 2001 roku liczył on 818 gospodarstw domowych i 4715 mieszkańców (2449 kobiet i 2266 mężczyzn).